# Tsuboi Kōzō
Tsuboi Kōzō est un nom japonais traditionnel ; le nom de famille (ou le nom d'école), Tsuboi, précède donc le prénom (ou le nom d'artiste).
Le baron Tsuboi Kōzō (坪井 航三, 7 mars 1843 – 1er février 1898) est un amiral de la marine impériale japonaise, surtout connu pour son rôle dans la première guerre sino-japonaise.

## Biographie
Tsuboi Kōzō est né sous le nom de « Hara Kōzō ». Il est le second fils d'un médecin de l'actuelle ville de Hōfu, et est adopté par la famille Tsuboi dans sa jeunesse. En tant que samouraï du domaine de Chōshū, il prend part à la défense de la ville durant le bombardement de Shimonoseki par les navires européens du 5 au 8 septembre 1864. Témoin direct de la puissance de feu et de la dévastation causée par les quelques navires européens, Tsuboi devient convaincu que le Japon se doit d'obtenir de telles armes pour survivre. Il s'enrôle dans la marine du domaine de Chōshū plus tard dans l'année et sert à bord du Kigai-maru tout en étudiant l'anglais et la navigation à l'école navale de Chōshū.
Servant sur cinq navires du domaine entre 1866 et 1868, Tsuboi assiste au transport de soldats impériaux sur la mer intérieure de Seto durant la guerre de Boshin de la restauration de Meiji contre le shogunat Tokugawa, et est plus tard officiellement promu lieutenant dans la toute nouvelle marine impériale japonaise en 1870 et assigné sur le cuirassé Kōtetsu en 1871. La même année, il reçoit un entraînement à bord du USS Colorado (en) de l'Escadre d'Asie américaine et est aidé financièrement par l'amiral John Rodgers (en) pour aller étudier à l'université Columbia d'avril 1872 jusqu'en 1874.
De retour au Japon en 1874, Tsuboi est promu capitaine de corvette et nommé à la tête du Teibō (en) le 3 août 1874. De 1875 à 1879, il supervise la construction à l'arsenal naval de Yokosuka. Cependant, il est blessé dans un accident en août 1878 qui requiert deux mois d’hospitalisation. À son retour au service actif en février 1879, il sert comme commandant de différents navires, dont la corvette Jingei (en), la canonnière Banjō (en) et la corvette Kaimon (en), et dans différents postes jusqu'en 1889 (dont celui de vice-directeur du département technique de la marine impériale japonaise). Il retourne en mer comme capitaine du croiseur Takachiho (en) d'avril 1889 à septembre 1890, servant simultanément comme chef d'État-major de la flotte de préparation.
Promu contre-amiral en septembre 1890, Tsuboi devient commandant du district naval de Sasebo en décembre 1892, est commandant de l'académie navale impériale du Japon de 1892 à 1893, et commandant de l'école navale impériale du Japon de 1893 à 1894.
À la tête de la flotte de préparation durant la première guerre sino-japonaise, Tsuboi participe à la bataille de Pungdo aux commandes du croiseur Yoshino, et se distingue plus tard à la bataille du fleuve Yalou le 17 septembre 1894, où (en tant que commandant de l'escadre volante), il déploie des tactiques innovantes et des manœuvres agressives contre la flotte de Beiyang chinoise.
Devenu un héros national après la guerre, Tsuboi est anobli avec le titre de danshaku (baron), selon le système nobiliaire kazoku, le 20 août 1895, et promu vice-amiral l'année suivante. En 1896, il est fait commandant-en-chef de la flotte de préparation, et en 1897, commandant du district naval de Yokosuka. Il meurt d'un cancer en 1898. Sa tombe est au temple Zuisho-ji à Shirogane-dai.

## Source de la traduction
- (en) Cet article est partiellement ou en totalité issu de l’article de Wikipédia en anglais intitulé « Tsuboi Kōzō » (voir la liste des auteurs).